# No Talking, Just Head
No Talking, Just Head é um álbum lançado em 1996 pela The Heads, uma banda composta por Jerry Harrison, Tina Weymouth e Chris Frantz do Talking Heads, acompanhados por uma variedade de cantores convidados. Seu nome pode ser visto como uma alusão ao fato de que o ex-vocalista do Talking Heads, David Byrne, é o único membro não envolvido. Na época, a banda pretendia se transformar em um projeto em tempo integral, com mais álbuns de estúdio e turnês. Além disso, um CD e um vídeo ao vivo da primeira turnê foram planejados, apresentando performances de músicas gravadas originalmente por Talking Heads reinterpretadas pelos artistas convidados do álbum. No entanto, David Byrne processou a banda, afirmando que o nome e a apresentação evocavam demais do Talking Heads, e pôs fim a esses planos de maior alcance, embora o processo tenha sido resolvido fora do tribunal e o álbum tenha sido lançado. A banda excursionou pelos EUA no outono de 1996, com Johnette Napolitano atuando como vocalista principal. 
"Damage I've Done" e "Don't Take My Kindness for Weakness" foram lançados como singles. 
O álbum recebeu críticas negativas.   

## Lista de músicas
Todas as músicas escritas por Chris Frantz, Jerry Harrison, Tina Weymouth e T. "Blast" Murray; outros letristas entre parênteses. 
1. "Damage I've Done" (Napolitano)
  - Vocais, letra e guitarra de Johnette Napolitano – 6:19
2. "The King Is Gone" (Hutchence)
  - Vocais e letra de Michael Hutchence – 4:12
3. "No Talking, Just Head"
  - Vocais de Debbie Harry – 4:34
4. "Never Mind" (Hell)
  - Vocais e letra de Richard Hell – 3:51
5. "No Big Bang" (McKee)
  - Vocais, guitarra, sintetizador e letras de Maria McKee – 3:30
6. "Don't Take My Kindness for Weakness" (Ryder)
  - Vocais e letra de Shaun Ryder – 4:43
  - Vocais adicionais de Paul "Kermit" Leverage
7. "No More Lonely Nights" (Anneteg)
  - Vocais e letra de Malin Anneteg – 5:14
8. "Indie Hair" (Kowalczyk)
  - Vocais e letra de Ed Kowalczyk – 3:49
9. "Punk Lolita"
  - Vocais de Johnette Napolitano, Debbie Harry e Tina Weymouth – 4:35
  - Letra de Tina Weymouth
10. "Only the Lonely" (Gano)
  - Vocais e letras de Gordon Gano – 4:05
11. "Papersnow" (Partridge)
  - Vocais, letra e assobios por Andy Partridge – 4:59
12. "Blue Blue Moon" (Friday)
  - Vocais e letra de Gavin Friday – 5:20
  - Vocais de fundo por Johnette Napolitano

## Pessoal
The Heads
- Chris Frantz – bateria, loops
- Jerry Harrison – teclados
- Tina Weymouth – baixo, teclado, vocal de apoio, arte e design da capa

Músicos adicionais
- Sly Dunbar – loops em "Punk Lolita"
- Abdou M'Boup – percussão
- Blast Murray – guitarra
- Lenny Pickett – saxofone, flauta em "The King Is Gone"